# Десантно-штурмовые формирования Сухопутных войск СССР
Десантно-штурмовые формирования Сухопутных войск СССР — соединения и отдельные части Сухопутных войск Вооружённых Сил СССР, предназначавшиеся для выполнения тактических и оперативно-тактических десантов. 
Являлись аналогом аэромобильных (воздушно-штурмовых) формирований, созданных в других государствах.
В современных источниках также употребляется синоним Десантно-штурмовые войска СССР, который в советский период не использовался.

## История

### Предпосылки создания

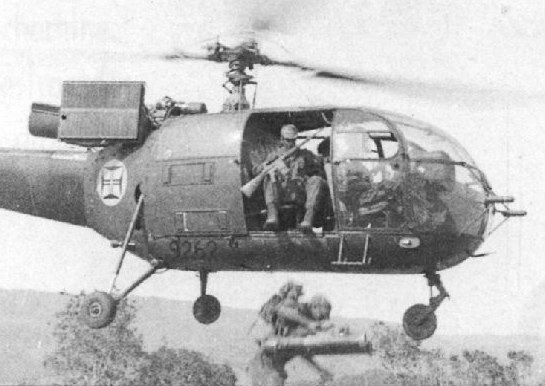
Высадка португальских солдат с вертолёта в ходе боевых действий.
Колониальная война.
Африка. 1960-е годы

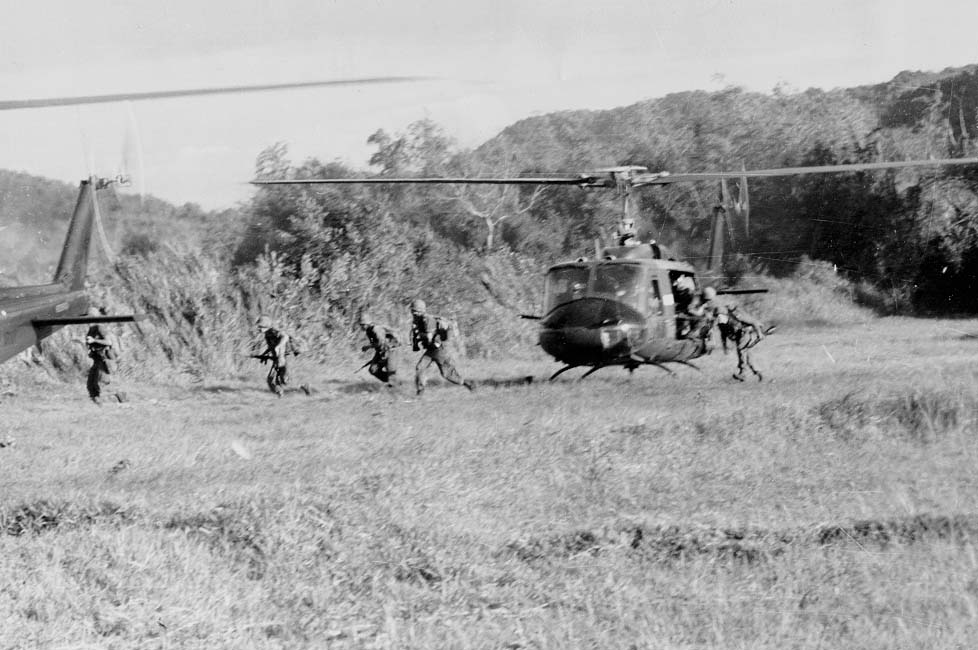
Высадка американских солдат с вертолётов в ходе битвы в долине Йа-Дранг.
Вьетнам. 1965 год

В 1960-е годы в СССР, как и в других развитых государствах, происходило бурное развитие армейской авиации основу которой составили вертолёты различного предназначения (транспортные, огневой поддержки, противотанковые и т.д.). 
Насыщение сухопутных войск транспортными вертолётами предоставило возможность совершать пехотным подразделениям тактические и оперативно-тактические десанты в тыл противника с целью дезорганизации обороны, захватом важных тыловых объектов противника, создания хаоса в тылу противника и его деморализации. А насыщение сухопутных войск вертолётами огневой поддержки позволяло обеспечивать силы десанта воздушной поддержкой. Появилась концепция «аэромобильности». Для войск перебрасываемых на вертолётах появился термин аэромобильные формирования (воздушно-десантные формирования).  
В Армии США в июне 1965 года, на основе воссозданной в 1963 году и существовавшей в годы Второй мировой войны 11-й штурмовой воздушно-десантной дивизии была создана 1-я аэромобильная дивизия  (по терминологии Армии США — 1-я кавалерийская дивизия (1st Cavalry Division)), которая приняла участие во Вьетнамской войне. По итогам её боевого применения в 1969 году было принято решение о переформировании 101-й воздушно-десантной дивизии в аэромобильную дивизию. Позже аналогичные формирования меньшего состава начали создаваться в армиях Франции, Великобритании и Канады.
7 марта 1964 года был издан Приказ Министра обороны СССР согласно которому Главнокомандование Сухопутных войск было расформировано с передачей функции Главного штаба Сухопутных войск Генеральному штабу Вооружённых Сил СССР. При этом Воздушно-десантные войска были выделены в отдельный род войск с подчинением непосредственно Министру обороны СССР.
Данное событие создавало проблему перед Сухопутными войсками, так как решение оперативно-тактических задач в тылу противника затруднялось отсутствием собственных десантных формирований. Было предложено снять проблему созданием собственных десантных формирований по опыту использования американской армией аэромобильных формирований во Вьетнаме. 
Согласно выработанной Генеральным штабом концепции, создаваемые десантные формирования сухопутных войск должны были отличаться от Воздушно-десантных войск способом десантирования (посадочным способом с вертолётов — вместо парашютного десантирования с самолётов), а отличием от формирований специальной разведки Главного разведывательного управления являлось применение достаточно крупными силами. Первоначально предлагалось также использование бронетехники и другого тяжёлого вооружения.
В отличие от Армии США, где основным соединением для воздушно-штурмовых формирований была принята аэромобильная дивизия (воздушно-штурмовая дивизия), в Сухопутных войсках СССР за основное соединение было принято формирование нижестоящего уровня — воздушно-штурмовая бригада. 
В теории предполагалось, что воздушно-штурмовые бригады будут высаживаться в тактической полосе обороны противника. Батальоны воздушно-штурмовых бригад должны были действовать на дальности от линии соприкосновения войск не более 70–100 километров. 
Создание десантных формирований Сухопутных войск военные историки разделяют на три волны.

### Первая волна создания
В целях подтверждения либо опровержения теоретических выкладок требовалось проведение крупных практических учений, которые подтвердили бы рациональность создания данных десантных формирований. Для этой цели в 1967 году в ходе проведения крупных военных учений «Днепр-67» была апробирована экспериментальная 1-я воздушно-штурмовая бригада. Основой для создания экспериментального формирования послужил 51-й гвардейский парашютно-десантный полк 106-й гвардейской воздушно-десантной дивизии. В ходе учений бригада посадочным способом высадилась с вертолётов на плацдарм на Днепре и выполнила поставленную задачу. Положительные результаты учений дали начало формированию первых двух воздушно-десантных бригад в 1968 году. 
По причине обострения советско-китайского раскола в конце 1960-х годов, первые две бригады были созданы в Дальневосточном и Забайкальском военных округах. 
Первыми двумя бригадами созданными в июне 1968 года стали:
- 11-я отдельная воздушно-штурмовая бригада — дислокация в н.п. Могоча и Амазар Читинской области, Забайкальский военный округ;
- 13-я отдельная воздушно-штурмовая бригада — дислокация в н.п. Магдагачи и Завитинск Амурской области, Дальневосточный военный округ.

Для укомплектования обеих бригад был привлечён личный состав как из мотострелковых войск так и воздушно-десантных войск.
Организационно-штатная структура воздушно-штурмовых бригад первого этапа была
следующей (в скобках штатная численность):
- управление бригады (326);
- 3 отдельных воздушно-штурмовых батальона (по 349);
- отдельный артиллерийский дивизион (171);
- отдельный зенитно-артиллерийский дивизион;
- отдельная авиационная группа (805):
  - боевой вертолетный полк;
  - транспортный вертолетный полк;
- отдельный дивизион связи и радиотехнического обеспечения (190)
- отдельный батальон аэродромно-технического обеспечения (410).
- тыл бригады.

5 ноября 1972 года согласно директиве Генерального штаба в г. Кутаиси Грузинской ССР была сформирована 21-я отдельная воздушно-штурмовая бригада. В период с марта 1974 года по сентябрь 1977 года 21-я бригада носила статус «опытной» и в ходе многочисленных войсковых учений на ней (а также на 11-й и 13-й бригадах) проводилось совершенствование штата нового типа формирования. 
Первоначально в каждой из бригад была создана авиационная группа состоящая из нескольких эскадрилий боевых и транспортных вертолётов. В 1977 году авиационная группа была преобразована в два вертолётных полка (боевой и транспортный). Всего в бригаде насчитывалось 80 вертолётов Ми-8, 20 Ми-6 и 20 Ми-24.
В связи с тем что термин «воздушно-штурмовая» в полном названии типа бригад, был признан не соответствующим задачам сухопутных войск и больше подходил к военно-воздушным силам, было принято решение заменить его другим и концу 1970-х годов все три бригады были переименованы в отдельные десантно-штурмовые бригады.
Бригады первой волны создания (11-я, 13-я и 21-я) являлись соединениями состоящими из воинских частей имевших общевоинскую нумерацию.

### Вторая волна

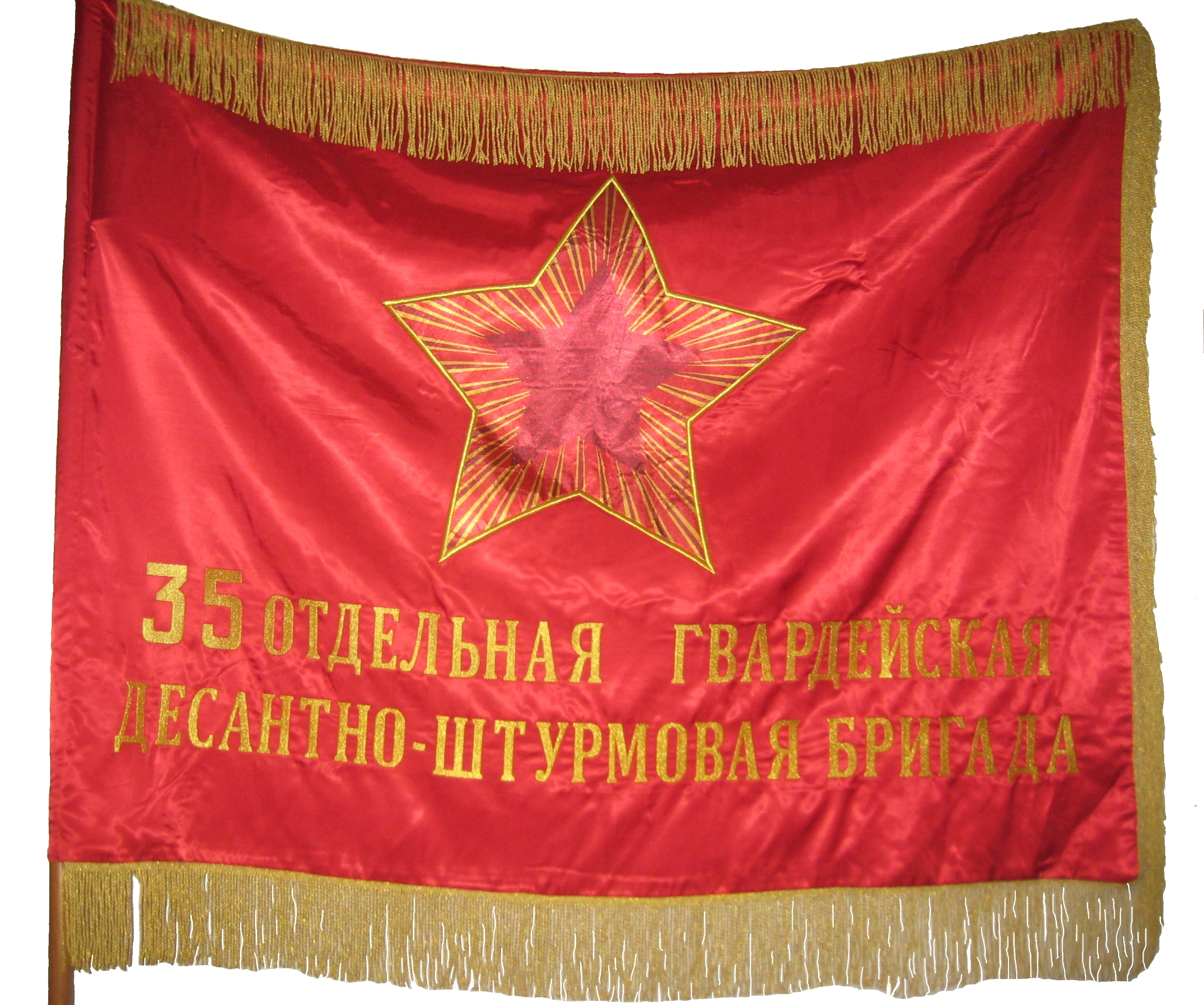
Боевое Знамя 35-й отдельной
гвардейской десантно-штурмовой бригады

Практический опыт по использованию в войсковых учениях данных трёх бригад в Генеральном штабе ВС СССР был посчитан позитивным, в связи с чем в 1979 году было принято решение о создании несколько отдельных десантно-штурмовых бригад окружного (фронтового) подчинения и несколько отдельных десантно-штурмовых батальонов армейского подчинения. 
Бригады создавались из расчёта одна бригада на военный округ имеющий выход к государственной границе СССР и одна бригада для крупнейшей зарубежной группы войск в Германии. Во внутренних округах бригады не создавались.  Ввиду большого количества запланированных к созданию частей, было принято решение укомплектовать их личный состав за счёт расформирования одной воздушно-десантной дивизии. 
На середину 1979 года в составе ВДВ СССР находилось 8 воздушно-десантных дивизий, из которых 1 соединение являлось учебным (44-я учебная воздушно-десантная дивизия), 5 соединений дислоцировались в западных военных округах считавшихся стратегически более важными, и 2 соединения дислоцировались у южных рубежей СССР (в Закавказском и Туркестанском военных округах). Было принято решении о расформировании самого восточного соединения находившегося в Туркестанском военном округе, как на направлении в стратегическом плане менее ответственном. В августе 1979 года вышла Директива Генерального штаба о расформировании 105-й гвардейской воздушно-десантной дивизии, которая началась в октябре того же года. Кроме 105-й дивизии для создания новых бригад был расформирован 80-й гвардейский парашютно-десантный полк 104-й дивизии. Также для создания бригад была взята часть личного состава из полков 98-й и 76-й дивизий.
В итоге к началу 1980 года были созданы дополнительно 9 бригад, что увеличило их общее количество до 12:
- 11-я отдельная десантно-штурмовая бригада — ЗабВО, г. Могоча и Амазар, Читинская область, РСФСР;
- 13-я отдельная десантно-штурмовая бригада — ДВО, г. Магдагачи и Завитинск, Амурская область, РСФСР;
- 21-я отдельная десантно-штурмовая бригада — ЗакВО, г. Кутаиси, Грузинская ССР;
- 35-я отдельная гвардейская десантно-штурмовая бригада — ГСВГ, г. Коттбус, ГДР;
- 36-я отдельная десантно-штурмовая бригада — ЛенВО, пгт. Гарболово, Ленинградская область, РСФСР;
- 37-я отдельная десантно-штурмовая бригада — ПрибВО, г. Черняховск, Калининградская область, РСФСР;
- 38-я отдельная гвардейская десантно-штурмовая бригада — БелВО, г. Брест, Брестская область, Белорусская ССР;
- 39-я отдельная десантно-штурмовая бригада — ПрикВО, г. Хыров, Львовская область, Украинская ССР;
- 40-я отдельная десантно-штурмовая бригада — ОдВО, пгт. Большая Корениха, Николаевская область, Украинская ССР;
- 56-я отдельная гвардейская десантно-штурмовая бригада — ТуркВО, сформирована в г. Чирчик Узбекской ССР и введена в Афганистан;
- 57-я отдельная десантно-штурмовая бригада — САВО, пгт. Актогай), Семипалатинская область, Казахская ССР;
- 58-я отдельная десантно-штурмовая бригада (кадрированная) — КВО, г. Кременчуг, Полтавская область, Украинская ССР.

Отличием бригад второй волны создания является то что данные формирования не являлись соединениями, как бригады первого этапа состоявшие из отдельных батальонов и отдельных дивизионов. Бригады представляли собой отдельную часть состоящую из подразделений, где батальоны имели внутреннюю нумерацию. Также бригады второй волны не имели собственные авиационные формирования. Для переброски по воздуху, бригады создавались рядом с дислокацией частей армейской авиации.
В 1988 году авиационной составляющей лишатся и бригады первой волны (11-я, 13-я и 21-я). Батальоны и дивизионы в их составе утратят статус воинских частей и станут подразделениями, а сами бригады перейдут в статус отдельных частей.
Отдельные десантно-штурмовые батальоны армейского подчинения создавались не для всех танковых и общевойсковых армий. В некоторых случаях они были созданы в составе армейских корпусов, в которые ранее были переформированы некоторые общевойсковые армии. Также по одному батальону было сформировано для управления Центральной и Южной группы войск. 
На конец 1979 года были созданы следующие отдельные десантно-штурмовые батальоны (одшб) с подчинением объединениям:
- Группа советских войск в Германии:
  - 899-й одшб — 20-я гвардейская общевойсковая армия, Бург;
  - 900-й одшб — 8-я гвардейская общевойсковая армия, Лейпциг;
  - 1044-й одшб — 1-я гвардейская танковая армия, Кенигсбрюк;
  - 1185-й одшб — 2-я гвардейская танковая армия, Равенсбрюк;
- Центральная группа войск — 901-й одшб, Нове-Замки, Чехословацкая Социалистическая Республика;
- Южная группа войск — 902-й одшб, Кечкемет, Венгерская Народная Республика;
- Ленинградский военный округ: 
  - 1179-й одшб — 6-я общевойсковая армия, Петрозаводск, Карельская АССР, РСФСР;
- Прибалтийский военный округ:
  - 1039-й одшб — 11-я гвардейская общевойсковая армия, Калининград;
- Прикарпатский военный округ:
  - 904-й одшб — 13-я общевойсковая армия, Владимир-Волынский, Волынская область;
  - 1156-й одшб — 8-я танковая армия, Новоград-Волынский, Житомирская область;
  - 1603-й одшб — 38-й общевойсковая армия, Надворная, Ивано-Франковская область;
- Белорусский военный округ:
  - 903-й одшб — 28-й общевойсковая армия, Гродно, Гродненская область;
  - 1011-й одшб — 5-я гвардейская танковая армия, Марьина Горка, Минская область;
  - 1151-й одшб — 7-я танковая армия, Полоцк, Витебская область;
- Одесский военный округ:
  - 905-й одшб — 14-я гвардейская общевойсковая армия, Бендеры, Молдавская ССР;
- Киевский военный округ:
  - 908-й одшб — 1-я гвардейская общевойсковая армия, Чернигов, Черниговская область, Украинская ССР;
- Забайкальский военный округ:
  - 906-й одшб — 36-я общевойсковая армия, Борзя, Читинская область;
  - 1154-й одшб — 86-й армейский корпус, Шелехов, Иркутская область;
  - 1604-й одшб — 29-я общевойсковая армия, Улан-Удэ, Бурятская АССР;
  - 1609-й одшб — 39-я общевойсковая армия, Кяхта, Бурятская АССР;
- Дальневосточный военный округ:
  - 907-й одшб — 43-й армейский корпус, Биробиджан, Хабаровский край;
  - 1605-й одшб — 5-я общевойсковая армия, Спасск-Дальний, Приморский край;
  - 1635-й одшб — 15-я общевойсковая армия, Хабаровск, Хабаровский край;

### Создание экспериментальных полков
В качестве эксперимента в начале 1980-х годов в Генеральном штабе прорабатывали концепцию армейских корпусов нового типа, которые предназначались для расширения оперативного прорыва. В отличие от прежних корпусов, основу ударной силы новых должны были составлять не дивизии, а бригады. 
В июне 1982 года было создано 2 корпуса нового типа: 
- 5-й отдельный гвардейский армейский корпус Белорусского военного округа — создан на базе 120-й гвардейской мотострелковой дивизии;
- 48-й отдельный гвардейский армейский корпус Забайкальского военного округа — создан на базе 5-й гвардейской танковой дивизии.

При переформировании указанных дивизий в корпуса, были образованы в составе каждого из них по одной отдельной танковой бригаде и отдельной механизированной бригаде. Остальные полки и отдельные части из прежнего состава дивизионного комплекта изменению не подверглись. Для совершения «вертикального охвата» противника в составе корпусов были созданы отдельные десантно-штурмовые полки, а для их воздушной переброски были добавлены отдельные транспортные вертолётные полки со всеми авиационными частями наземного обеспечения.
Для 5-го корпуса был создан 1318-й отдельный десантно-штурмовой полк, а для 48-го корпуса — 1319-й отдельный десантно-штурмовой полк.
Полки состояли из двух батальонов (десантно-штурмовой батальон и парашютно-десантный батальон). 
В июне 1989 года оба экспериментальных корпуса были переформированы обратно в дивизии, а отдельные десантно-штурмовые полки были расформированы.

### Третья волна
В 1986 году в структуре Вооружённых Сил СССР как промежуточное стратегическое звено управления войсками, были созданы четыре Главные командования направлений, которые осуществляли руководство несколькими военными округами и группами войск. В связи с этим началась третья волна создания отдельных десантно-штурмовых бригад как резерва Главных командований направлений. К уже существующим 12 бригадам, было создано ещё 4 бригады – по количеству направлений.
К концу 1986 года в подчинении резерва направлений были созданы кадрированные части:
- 23-я отдельная десантно-штурмовая бригада — Главное командование войск Юго-Западного направления Кременчуг, Украинская ССР;
- 83-я отдельная десантно-штурмовая бригада — Главное командование войск Западного направления Бялогард, Польша;
- 128-я отдельная десантно-штурмовая бригада — Главное командование войск Южного направления Ставрополь, Ставропольский край, РСФСР;
- 130-я отдельная десантно-штурмовая бригада — Главное командование войск Дальнего Востока Абакан, Красноярский край, РСФСР.

После третьей волны создания количество бригад выросло до 16. Из них 11 были развёрнуты полностью. Две бригады (23-я и 57-я) были частично развёрнуты по штату «В» ( управление бригады, 1 линейный батальон, артиллерийский дивизион и подразделения бригадного комплекта). Три бригады (58-я, 128-я и 130-я) были созданы кадрированными по штату «Г» (не более 20 человек личного состава).

### Переподчинение десантно-штурмовых формирований
В 1989 году в Генеральном Штабе было принято решение о расформировании отдельных десантно-штурмовых батальонов при общевойсковых и танковых армиях. Этим же решением все отдельные десантно-штурмовые бригады окружного подчинения планировалось переформировывать в отдельные воздушно-десантные бригады, с последующей передачей из состава Сухопутных войск в подчинение Командующему Воздушно-десантных войск. 
За 1 год и 4 месяца до распада СССР, в период с августа по сентябрь 1990 года все отдельные десантно-штурмовые бригады были переданы в состав ВДВ СССР.
За счёт слияния с десантно-штурмовыми формированиями, численный состав ВДВ вырос почти на 24 тысячи человек: с 53 874 человек (в том числе 18 генералов и около 10 000 офицеров) — до 77 036 человек (в том числе 20 генералов и 11 445 офицеров).

## Комплектование и подготовка
С момента создания отдельных десантно-штурмовых бригад и отдельных десантно-штурмовых батальонов до лета 1983 года воздушно-десантная подготовка, заключающаяся в обучении прыжков с парашютом, в них не предусматривалась и в планы боевой учебы не входила. По этой причине личный состав десантно-штурмовых формирований носил форму военнослужащих мотострелковых войск с соответствующими знаками отличия. 
После введения воздушно-десантной подготовки во всех десантно-штурмовых формированиях для военнослужащих была введена форма одежды воздушно-десантных войск. 
Проведение воздушно-десантной подготовки воздушно-десантными службами десантно-штурмовых батальонов и бригад происходила по документам разработанным в Парашютно-десантной службе ВДВ СССР.
Для комплектования и ротации офицерского состава десантно-штурмовых формирований привлекались как офицеры воздушно-десантных войск, окончивших профильное Рязанское высшее воздушно-десантное командное училище и десантные факультеты (в училищах специальных войск, артиллерии и ПВО), так и выпускники общевойсковых училищ, готовившие офицеров для мотострелковых войск.
В формированиях окружного подчинения (отдельные десантно-штурмовые бригады) офицерский состав большей частью комплектовался из частей сухопутных войск округа. Для формирований армейского подчинения (отдельные десантно-штурмовые батальоны) на командные должности ставились офицеры из воздушно-десантных войск, а остальные офицеры также комплектовались из частей сухопутных войск округов. 
В 1979 году из-за второй волны создания бригад и батальонов, в военных училищах готовивших офицерские кадры для ВДВ, был увеличен набор на обучение.
К 1983—1984 годам большая часть молодых офицеров для десантно-штурмовых формирований имела профильное образование по программе ВДВ. В первую очередь ими  осуществлялось комплектование офицерского состава в формированиях в зарубежных группах войск. 
В 1984–1985 годах в десантно-штурмовых формированиях в группах войск была осуществлена массовая ротация офицерского состава, которая увеличила процент офицеров ВДВ относительно выпускников общевойсковых училищ.  
Срочный состав в десантно-штурмовых формированиях комплектовался по тем же медицинским требованиям, что и для ВДВ. Высокие критерии отбора (рост не ниже 173 сантиметров; физическое развитие — не ниже среднего; образование — не ниже среднего; отсутствие медицинских ограничений) давали военнослужащим высокие возможности в боевой и физической подготовке.
В отличие от ВДВ, которая располагала собственным учебным соединением (44-я учебная воздушно-десантная дивизия), в десантно-штурмовых формированиях младший командирский состав (сержанты) и младшие специалисты комплектовались в основном из прошедших обучение в учебных дивизиях Сухопутных войск.

## Штатная структура и вооружение
Отдельные десантно-штурмовые бригады первой волны изначально создавались как формирование моторизованной пехоты, которая не имела бронетехники и передвигалась на автомобилях.
Все бригады второй волны к трём батальонам на автомобилях, получили в свой состав четвёртый по счёту батальон с авиадесантной бронетехникой (БМД-1, САО 2С9 «Нона» и БТР-Д). При этом, в отличие от бригад первой волны, батальоны с бронетехникой получили название десантно-штурмовой батальон, а батальоны не располагавшие ей, были названы парашютно-десантный батальон. По аналогии с последними парашютно-десантными полками ВДВ, которые до конца 1970-х годов не успели получить авиадесантную бронетехнику и назывались «пешими», парашютно-десантные батальоны в бригадах также неофициально именовались «пешими». В данных батальонах основным средством моторизации личного состава были грузовые автомобили ГАЗ-66.

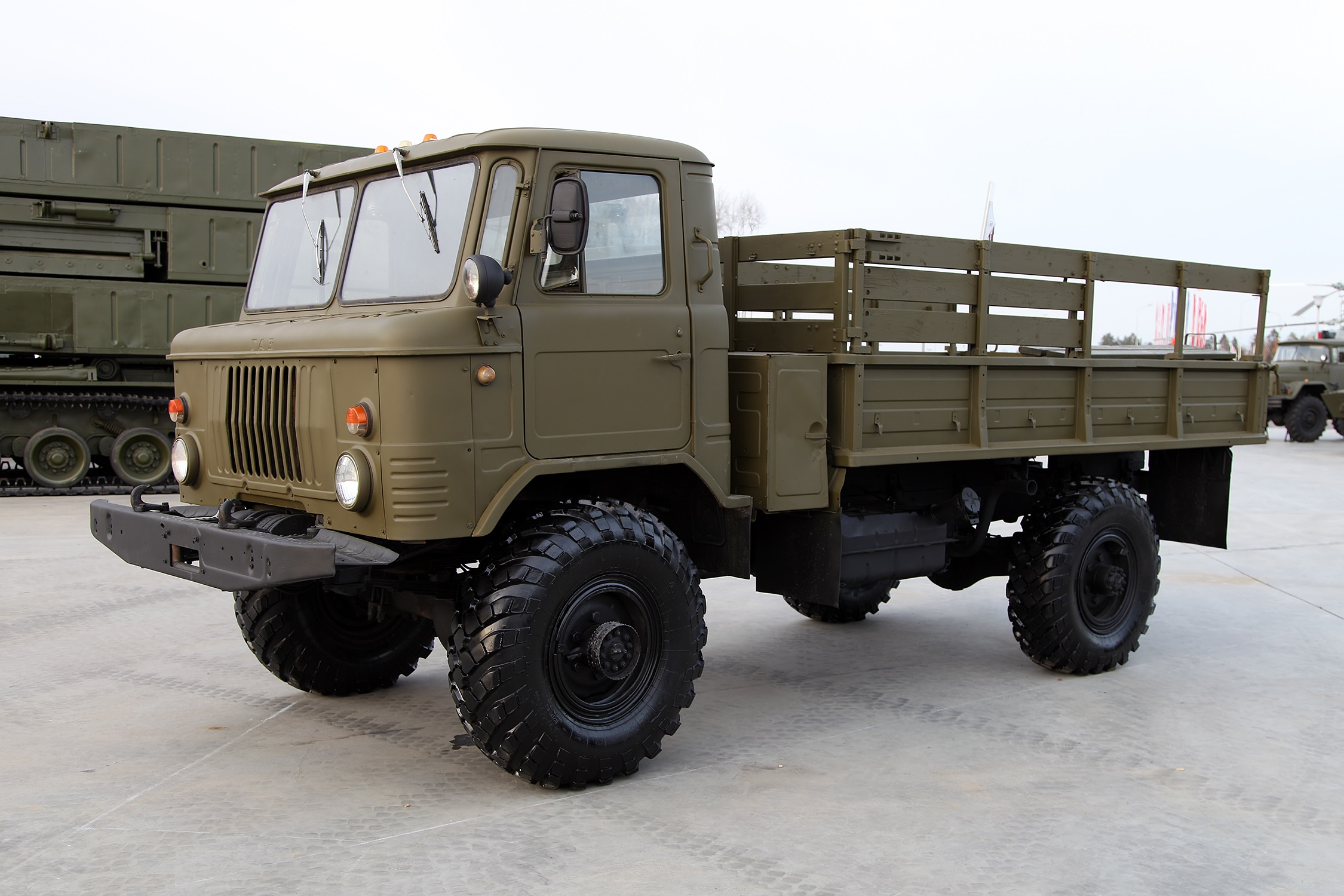
Полноприводной грузовик ГАЗ-66 — основное средство моторизации десантно-штурмовых формирований

Организационно-штатная структура 35-й отдельной гвардейской десантно-штурмовой бригады
на декабрь 1987 год (неофициальная)

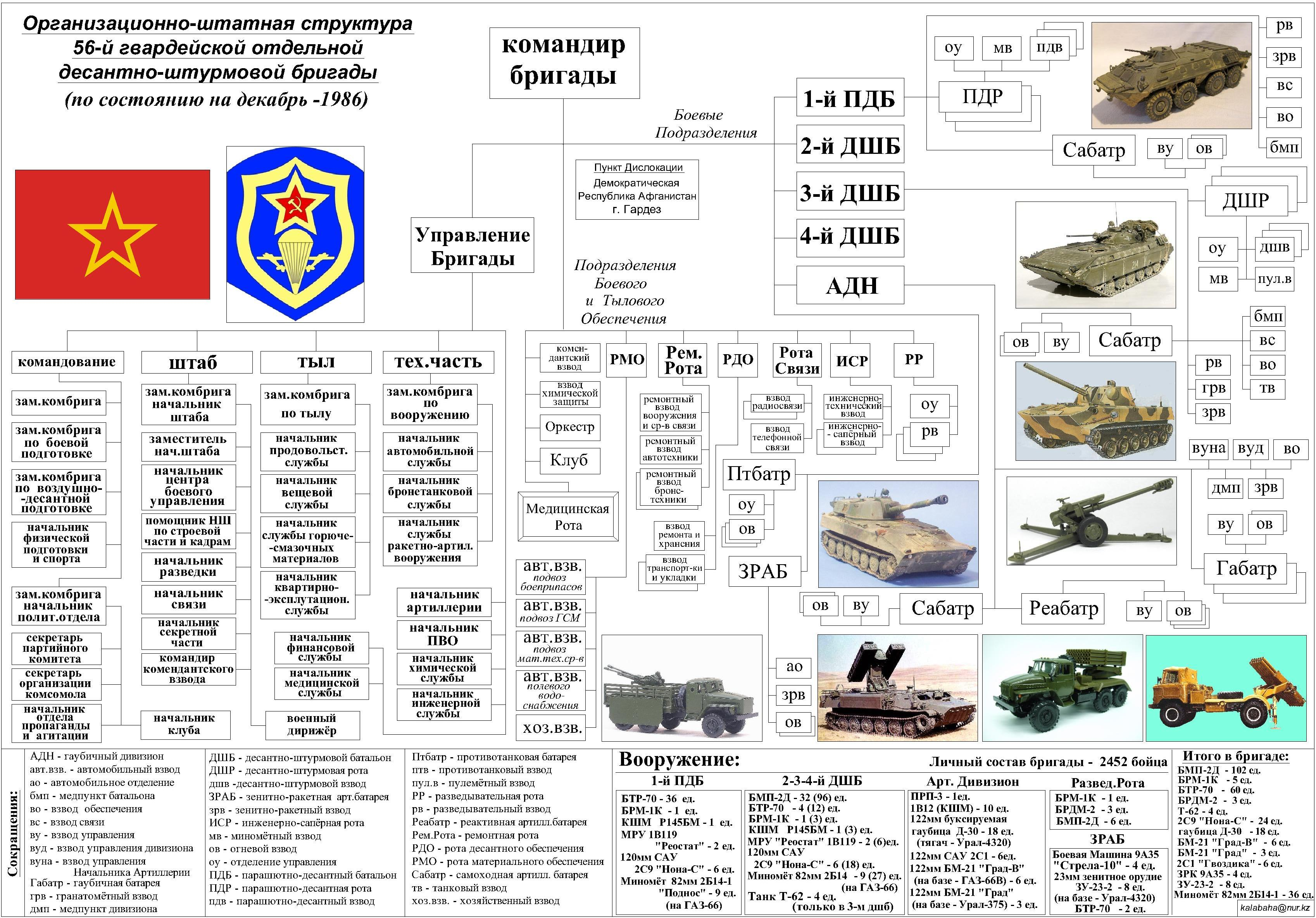
Организационно-штатная структура 56-й отдельной гвардейской десантно-штурмовой бригады
на декабрь 1986 года (неофициальная)

До 1988 года в штате каждой из бригад второй волны был следующий состав:
- Управление бригады и подразделения при нём:
  - взвод управления начальника артиллерии;
  - комендантский взвод;
  - военный оркестр.
- 3 парашютно-десантных батальона (в каждом по 530 человек), в каждом из них:
  - 3 парашютно-десантные роты (на ГАЗ-66) в каждой из них:
    - 3 парашютно-десантных взвода;
    - миномётный взвод — 4 единицы 82-мм миномёта БМ-37;
    - противотанковое отделение — 3 ПТРК «Фагот»;
    - гранатомётное отделение — 3 АГС-17

  - миномётная батарея (6 120-мм миномётов ПМ-38);
  - взвод связи;
  - взвод обеспечения.
  - противотанковый взвод (6 ПТРК «Фагот» и 3 СПГ-9);
  - зенитно-ракетный взвод (ПЗРК «Стрела-2» или «Игла»);
  - гранатомётный взвод (6 АГС-17).
- десантно-штурмовой батальон (490 человек)
  - 3 десантно-штурмовые роты (на БМД-1)
  - самоходная артиллерийская батарея (6 120-мм САО 2С9)
  - взвод связи;
  - взвод обеспечения.
  - противотанковый взвод (на БТР-Д);
  - зенитно-ракетный взвод (на БТР-Д);
  - гранатомётный взвод (на БТР-Д);
- гаубичный артиллерийский дивизион в составе (305 человек):
  - 3 гаубичные артиллерийские батареи (в каждой по 4 122-мм гаубиц Д-30А)
  - взвод управления;
  - взвод обеспечения.
- подразделения боевого обеспечения (273 человека)
  - разведывательная рота;
  - рота связи
  - рота химической защиты;
  - инженерно-сапёрная рота;
  - рота десантного обеспечения;
- подразделения тылового обеспечения (252 человека)
  - рота материального обеспечения (автомобильная рота);
  - медицинская рота
  - ремонтная рота;
- отдельные батареи:
  - миномётная батарея (6 120-мм миномётов ПМ-38);
  - батарея противотанковых управляемых ракет (ПТРК «Фагот»);
  - зенитная ракетно-артиллерийская батарея (ЗУ-23-2, ПЗРК «Стрела-2» или «Игла»).

Личный состав развёрнутых бригад достигал численности в 2800 человек.
В отличие от бригад второй волны, единственная развёрнутая бригада третьей волны (83-я бригада) была создана с составом из трёх батальонов (2 парашютно-десантных и 1 десантно-штурмовой батальон).
Единственная бригада, отличавшаяся в 1980-е годы по составу и вооружению от остальных, была 56-я отдельная гвардейская десантно-штурмовая бригада, которая участвовала в эти годы в Афганской войне. Три десантно-штурмовых батальона бригады имели на вооружении БМП-2Д, а один парашютно-десантный батальон был вооружён БТР-70. Также у бригады был артиллерийский дивизион увеличенного состава: к штатному гаубичному дивизиону из трёх батарей 122-мм гаубиц Д-30А были добавлены реактивная артиллерийская батарея РСЗО «Град-В» и «Град» и самоходная артиллерийская батарея на 122-мм САУ 2С1.

## Участие в боевых действиях

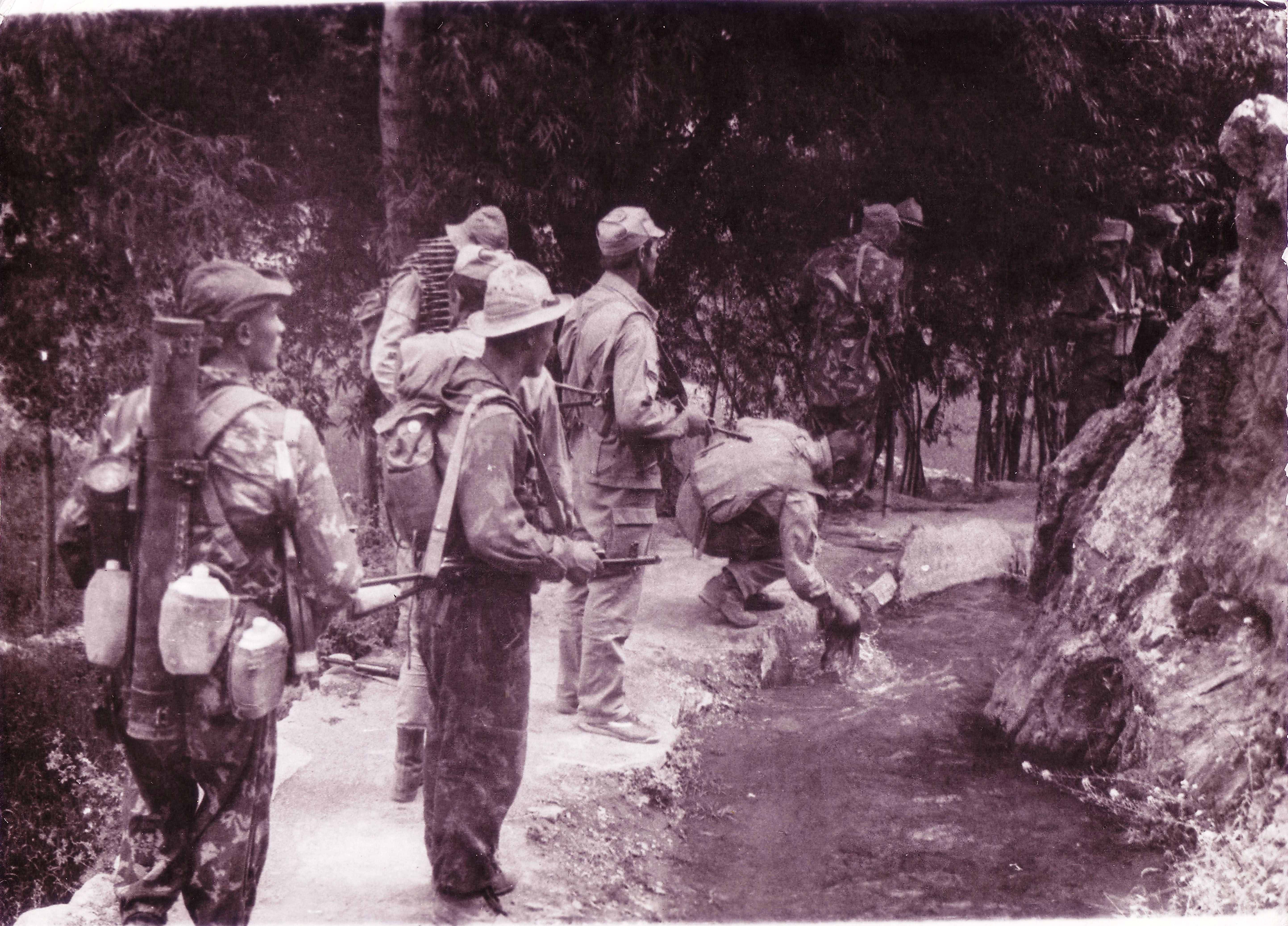
Военнослужащие 56-й отдельной гвардейской десантно-штурмовой бригады на боевых действиях.
Афганистан. Июнь 1987 года

В период Афганской войны в составе 40-й армии в боевых действиях из отдельных частей десантно-штурмовых формирований участвовала 56-я отдельная гвардейская десантно-штурмовая бригада. 
Кроме 56-й бригады в составе 66-й отдельной мотострелковой бригады и 70-й отдельной гвардейской мотострелковой бригады были созданы в статусе подразделения по одному десантно-штурмовому батальону. 
Для 66-й бригады десантно-штурмовой батальон был создан включением в состав 48-го отдельного десантно-штурмового батальона сформированного в 39-й отдельной десантно-штурмовой бригаде Прикарпатского военного округа. 
Для 70-й бригады подразделение было создано переподчинением 2-го десантно-штурмового батальона из состава 56-й отдельной десантно-штурмовой бригады, в которой убывшее подразделение было заново создано только в октябре 1986 года.
В ходе боевых действий десантно-штурмовые формирования использовались иногда для тактических десантов высаживаемых с вертолётов и большей частью как подразделения мотострелковых войск. В связи с этим штатная авиадесантная техника БМД-1 в десантно-штурмовых формированиях 40-й армии была заменена на обладающую большим моторесурсом, большим бронированием и более мощным вооружением БМП-2Д.